# لي هونغ ثن
لي هونغ ثن (بالفيتنامية: Lê Hoàng Thiên)‏ هو لاعب كرة قدم فيتنامي في مركز الوسط، ولد في 25 ديسمبر 1990 في محافظة زا لاي في فيتنام. شارك مع منتخب فيتنام تحت 23 سنة لكرة القدم. أما مع النوادي، فقد لعب مع نادي هوانغ آنه جيا لاي.

## وصلات خارجية
- لي هونغ ثن على موقع قاعدة بيانات كرة القدم.إي يو (الإنجليزية)
- لي هونغ ثن على موقع Soccerway.com (الإنجليزية)